# Pabos (village)
Pour les articles homonymes, voir Pabos.
 (août 2023).
La mise en forme du texte ne suit pas les recommandations de Wikipédia : il faut le « wikifier ».
Les points d'amélioration suivants sont les cas les plus fréquents. Le détail des points à revoir est peut-être précisé sur la page de discussion.
- Les titres sont pré-formatés par le logiciel. Ils ne sont ni en capitales, ni en gras.
- Le texte ne doit pas être écrit en capitales (les noms de famille non plus), ni en gras, ni en italique, ni en « petit »…
- Le gras n'est utilisé que pour surligner le titre de l'article dans l'introduction, une seule fois.
- L'italique est rarement utilisé : mots en langue étrangère, titres d'œuvres, noms de bateaux, etc.
- Les citations ne sont pas en italique mais en corps de texte normal. Elles sont entourées par des guillemets français : « et ».
- Les listes à puces sont à éviter, des paragraphes rédigés étant largement préférés. Les tableaux sont à réserver à la présentation de données structurées (résultats, etc.).
- Les appels de note de bas de page (petits chiffres en exposant, introduits par l'outil «  Source ») sont à placer entre la fin de phrase et le point final[comme ça].
- Les liens internes (vers d'autres articles de Wikipédia) sont à choisir avec parcimonie. Créez des liens vers des articles approfondissant le sujet. Les termes génériques sans rapport avec le sujet sont à éviter, ainsi que les répétitions de liens vers un même terme.
- Les liens externes sont à placer uniquement dans une section « Liens externes », à la fin de l'article. Ces liens sont à choisir avec parcimonie suivant les règles définies. Si un lien sert de source à l'article, son insertion dans le texte est à faire par les notes de bas de page.
- La présentation des références doit suivre les conventions bibliographiques. Il est recommandé d'utiliser les modèles {{Ouvrage}}, {{Chapitre}}, {{Article}}, {{Lien web}} et/ou {{Bibliographie}}. Le mode d'édition visuel peut mettre en forme automatiquement les références.
- Insérer une infobox (cadre d'informations à droite) n'est pas obligatoire pour parachever la mise en page.

Pour une aide détaillée, merci de consulter Aide:Wikification.
Si vous pensez que ces points ont été résolus, vous pouvez retirer ce bandeau et améliorer la mise en forme d'un autre article.

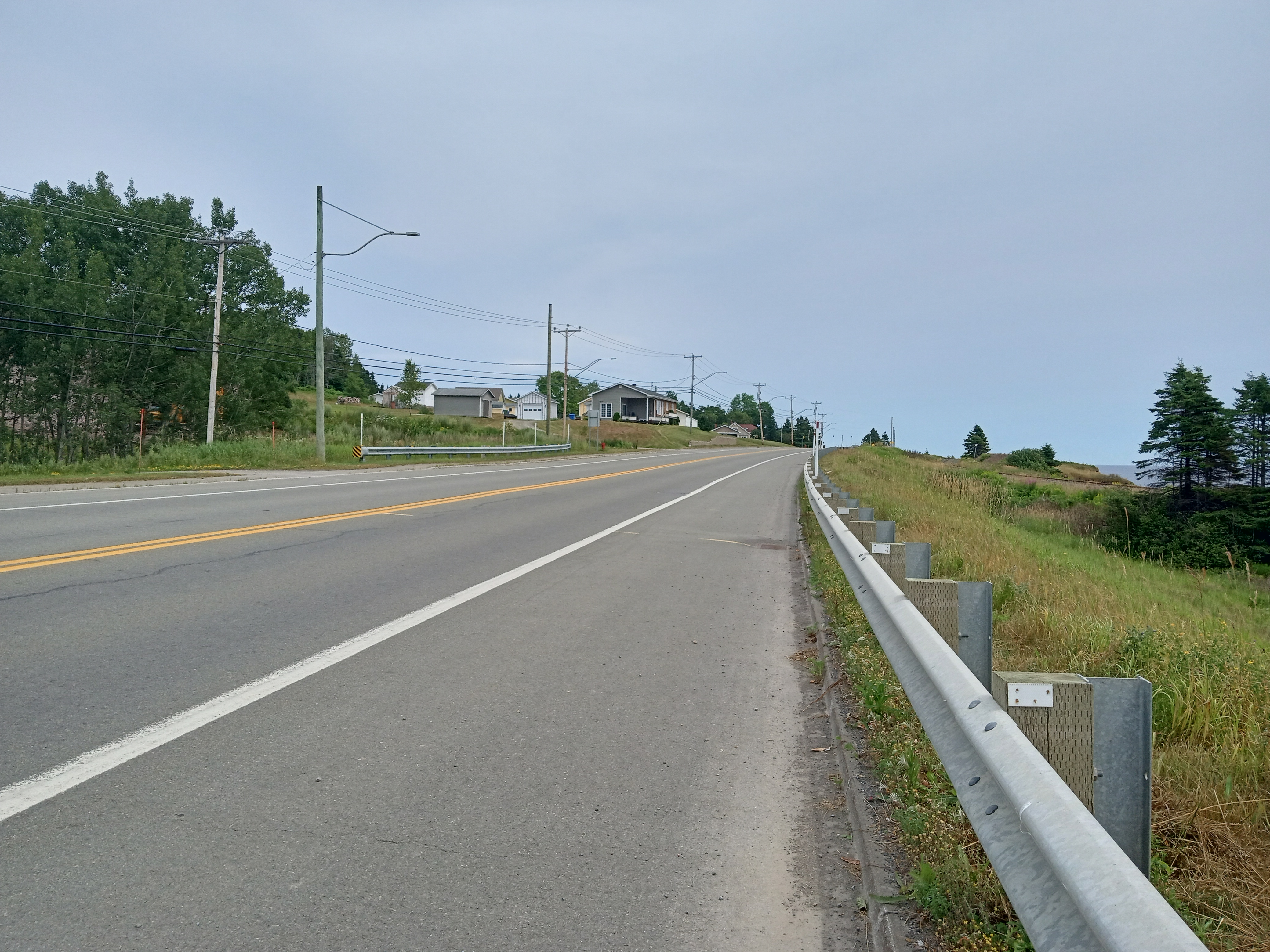
Route 132, passant à Pabos.

Pabos (prononcé Pas-bos), formellement connu sous le nom de Saint-Adelaïde-de-Pabos est un quartier de la Municipalité de Chandler majoritairement résidentiel sur la route 132 dans la région de Gaspésie–Îles-de-la-Madeleine, au Québec, au Canada. Elle fait partie de la Municipalité de Chandler depuis 2001.

## Toponymie originale

### Nom autochtone
Papoq, ou Papôg est le nom que les Micmacs utilisent pour définir Pabos. Il signifie " Eaux Tranquilles " en langue Micmac, en référence de la Rivière du Petit Pabos, et puisque le saumon est abondant dans cette région.

### 17e siècle
Selon une légende et une carte attribué à un certain Jean Denys, l'ancien nom de Pabos était Paboc. Mais, Nicolas Denys, seigneur des lieux, a dénié toute mention de cette toponymie dans sa Description géographique et historique des costes de l'Amérique septentrionale (1672).
En 1696, la forme Pabo (appliqué à la Rivière du Grand Pabo) figure dans l'acte de concession du territoire à Réné Hubert.

### 18e siècle
La graphie Pabok apparut en 1752 dans le Registre des baptêmes, mariages et enterrements des Églises paroissiales de Ste Famille de Pabok, de la Baie des Chaleurs, de Grande Rivière et autres lieux habités de la Gaspésie depuis Echedoik jusqu'à Kamouraska (Archives publiques du Canada)
Puis, en 1758, un Mémoire sur les limites de la Nouvelle-France utilisa la forme Pabeau: «Toute la baye des chaleurs, le fond de lade Baye[...] Port Daniel, Pabeau, la Grande Riviere, Bonaventure[...]». 
En 1775, la carte de Thomas Jefferys indiqua Pas-bos.

### 19e et 20 siècle
en 1815, Joseph Bouchette consigna la forme actuelle Pabos dans la Description topographique de la province du Bas Canada.
Chandler, d'abord identifié comme le Village de Chandler (1916), appartenait au territoire de l'actuel Pabos, sous le nom de Portage-Du-Grand-Pabos. Lors de la renommée à Chandler par François-Xavier Ross, la population aurait résisté à ce changement.

## Histoire

### Origines Indigènes
Pabos est aussi connu sous le nom micmac de Papoq, ou Pabôg. Les peuples micmacs, surnommés "Premiers Humains", sont arrivés il y a plus de 10 000 ans en Amérique du Nord, via le détroit de Béring. Ils étaient déja présents en Amérique avant l'arrivée des Vikings et des Européens.
Depuis, les Micamcs se sont progressivement installés dans la péninsule de la Gaspésie et ont établis des villages. Un de ces villages se nomma Papog ou Pabôg, ce qui se transforma en Pabos dans les prochains siècles.

### Le 20e siècle à Pabos

#### L'usine
Le village de Pabos, non fusionné avec Chandler, prend forme en décembre 1912 lorsqu'une grande scierie et pulperie sont érigées sur l'embouchure de la Rivière du Grand Pabos. On lui donna le nom du premier président de l'usine, Percy Milton Chandler. Dans ce temps, la majeure partie de la population des environs de l'usine (y compris Pabos et Chandler) est composée d'ouvriers de l'usine.

#### La Grande Dépression et réouverture
L'usine fit faillite plus tard en 1931 en conséquence de la Grande Dépression. L'entreprise fit rachetée par la firme Anglo-Newfoundland qui la transforma en usine de pâtes et papiers et la baptise Gaspésia ltée.

##### Faillite et démantèlement
Pabos connaît une période de 50 ans d'expansion économique grâce à Gaspésia ltée, qui est parmi les usines de pâtes et papiers les plus modernes et productives au monde. Mais, dans les années 1990, l'industrie connaît une grave crise qui se rend à la fermeture partielle de l'usine en 1998 jusqu'à la fermeture totale en 1999.
L'usine a du commencer son démantèlement en 2012 et le démantèlement fut achevé en 2016.

### Unification
le 27 juin 2001, Pabos se joint à la ville de Chandler avec Newport, Saint-François-de-Pabos et Pabos Mills et prend le nom de Pabos et plus tard, le 4 mai 2002, prend le nom de Chandler.

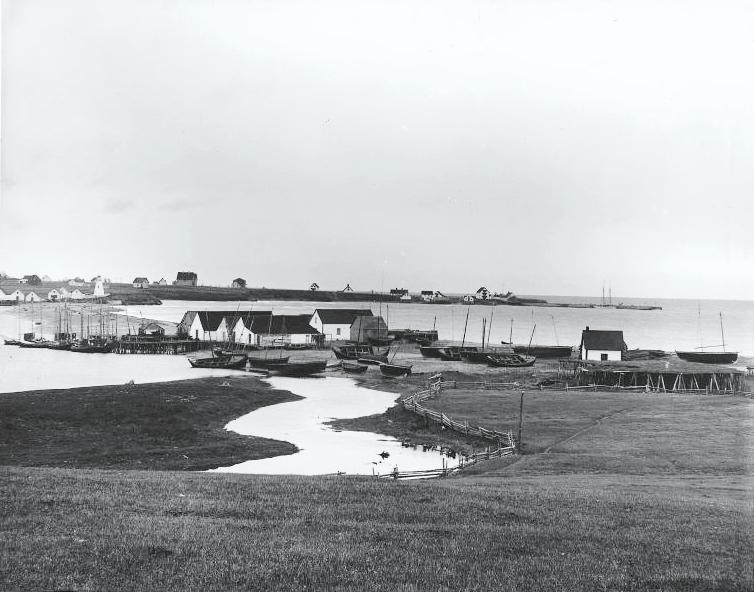
Grand-Pabos en 1900.

## Démographie
Pabos fait partie de la municipalité, et non la ville, de Chandler. Donc, la population du village s'ajoute à la municipalité de Chandler. Pabos ont leur propre gentilé, étant Pâbien et/ou Pâbienne.
| 1996  | 2001  |
| ----- | ----- |
| 1 488 | 1 427 |

| 0-4 | 5-14 | 15-19 | 20-24 | 25-44 | 45-54 | 55-64 | 65-74 | 75-84 | 85+ |
| --- | ---- | ----- | ----- | ----- | ----- | ----- | ----- | ----- | --- |
| 70  | 155  | 90    | 80    | 385   | 315   | 175   | 85    | 50    | 10  |

| Masculin | Féminin |
| -------- | ------- |
| 705      | 730     |

## Géographie

### Topographie et hydrographie

#### Topographie
La topographie de Pabos est variée. Ce vi (Mont-Alexandre). La majorité du territoire habité de Pabos est en plaines et collines.

#### Hydrographie

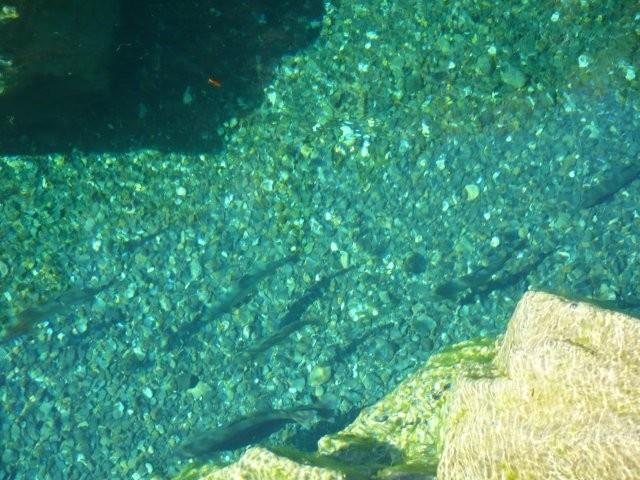
Un groupe de saumons traversant la Rivière du Petit Pabos

À l'est, Pabos bordure la Baie du Petit-Pabos, ou communément appelé la Baie Bleue qui marque le début et la source de la Rivière du Petit Pabos, qui bordure aussi le secteur.. Cette hydrographie est reconnue pour son abondance en saumon. 

Au sud, Pabos est encerclé par la Baie des Chaleurs et d'autres anses comme l'Anse à la Chaloupe et l'Anse aux Basques.

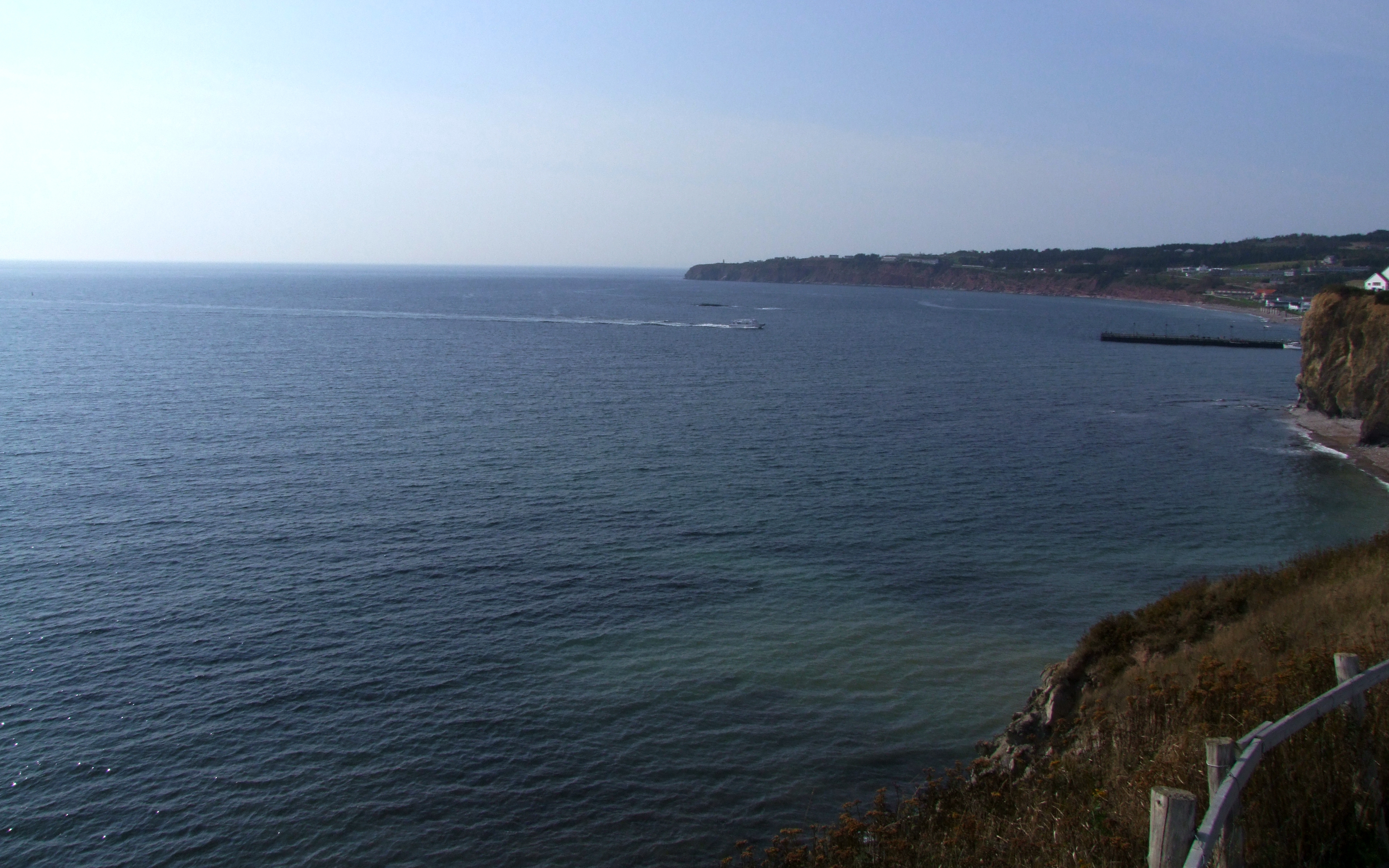
La Baie des Chaleurs.

### Frontières
| Saint-François-de-Pabos, Mont-Alexandre | Saint-François-de-Pabos, Mont-Alexandre | Saint-François-de-Pabos, Grande-Rivière |
| Chandler                                | Pabos                                   | Grande-Rivière                          |
| Baie des Chaleurs, Nouveau-Brunswick    | Baie des Chaleurs Nouveau-Brunswick     | Baie des Chaleurs                       |

## Vexillologie
Pabos n'as pas de drapeau officiel. Un artiste anonyme créa un drapeau qui est encore à décider. L'artiste le nomma "Le Pâbien".

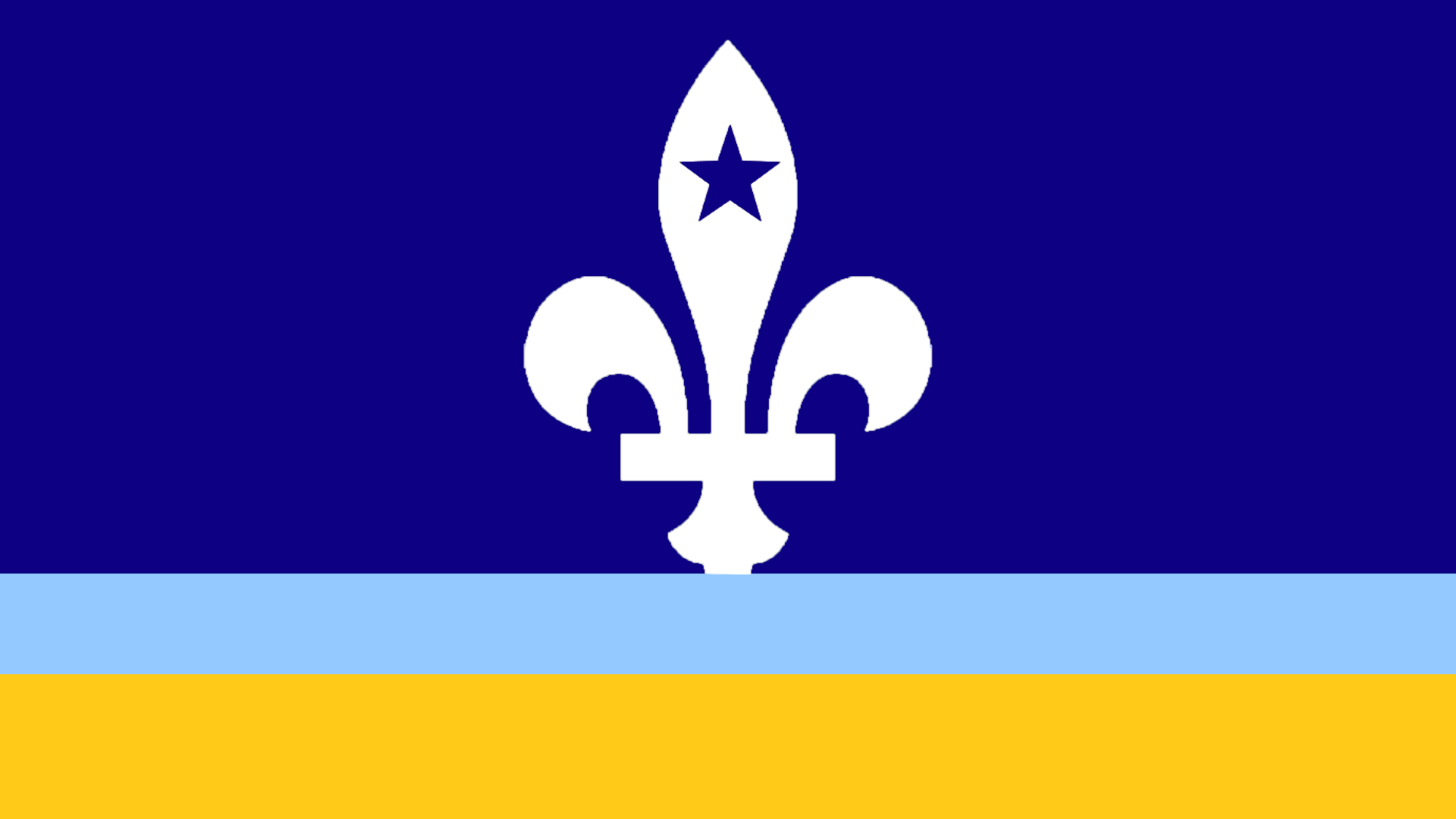
Le drapeau non officiel de Pabos, dit "Le Pâbien"

### Signification

#### Bleu Ciel et Jaune Doré
Le bleu ciel et le jaune représentent la mer et le sable des plages, notamment celle de l'Anse à la Chaloupe.

#### Bleu foncé
Le bleu foncé et l'étoile représentent le ciel et la nuit étoilée. Elle fait aussi appel à l'avenir et le futur de Pabos et ses résidents.

#### le Lys
La fleur de lys représente la culture et la fierté des résidents.